# Hypocnemis hypoxantha
Hypocnemis hypoxantha là một loài chim trong họ Thamnophilidae.